# Kostnadsställe
Kostnadsställe (engelska cost centre eller i amerikansk engelska cost center) är ett begrepp inom bokföring och självkostnadskalkylering som används för att följa upp kostnader eller intäkter. Ett kostnadsställe motsvarar en avgränsad enhet inom ett företag eller annan organisation som förbrukar resurser, exempelvis en avdelning, enhet eller funktion. Ett kostnadsställe utför prestationer inom företaget eller organisationen och förbrukar därmed resurser, som ger upphov till kostnader.
Vid konteringen anger man en kod (oftast ett flersiffrigt tal) som är unik för varje kostnadsställe. Exempelvis kan en affärskedja lägga upp ett kostnadsställe för varje butik, och den kan på det viset följa upp resultatet för varje enskild butik.
Kostnadsställe ska inte förväxlas med begreppet kostnadsbärare, som används för att fördela kostnader från ett kostnadsställe.